# Union sportive de Créteil Cyclisme
Cet article concerne la section cyclisme de l’USC. Pour le club omnisports, voir Union sportive de Créteil.
L'Union sportive de Créteil est un club français de cyclisme fondé en 1938. L'USC a eu pour licenciés des champions de cyclo-cross (tel Robert Oubron), de piste (comme Daniel Morelon ou Grégory Baugé, notamment), de route (Laurent Fignon ou Greg LeMond, par exemple) ou de BMX (Medhi Remilly entre autres). Antoine Pétrillo est le président actuel du club.

## Histoire
Le club est fondé en 1938. Il s'agit de la deuxième section créée au sein de l'USC après le football (1936).

## Coureurs emblématiques
| - Grégory Baugé - Pascal Chanteur - Fabrice Colas - Charlie Conord - Michaël D'Almeida - Laurent Fignon - Bernard Guyot - Thierry Jollet - Greg LeMond | - Pascal Lino - Gilles Maignan - Francis Moreau - Daniel Morelon - Maurice Moucheraud - Robert Oubron - Marie Patouillet - Pierre Trentin - Stéphane Rossetto |

## Palmarès
- 12 médailles olympiques (dont 5 en or)
- Maurice Moucheraud en cyclisme (route par équipe) en 1956.
- Daniel Morelon et Pierre Trentin en cyclisme sur piste (tandem) en 1968.
- Daniel Morelon en cyclisme sur piste (vitesse) en 1968.
- Pierre Trentin en cyclisme sur piste (kilomètre) en 1968.
- Daniel Morelon en cyclisme sur piste (vitesse) en 1972.
- Grégory Baugé en cyclisme sur piste (vitesse par équipe) en 2008.
- Grégory Baugé et Michaël D'Almeida en cyclisme sur piste (vitesse par équipe) en 2012.
- Grégory Baugé en cyclisme sur piste (vitesse) en 2012.
- Daniel Morelon en cyclisme sur piste (vitesse) en 1964.
- Pierre Trentin en cyclisme sur piste (kilomètre) en 1964.
- Pierre Trentin en cyclisme sur piste (vitesse) en 1968.
- Fabrice Colas en cyclisme en 1984.
- 4 médailles paralympiques (dont 1 en or)
- Marie Patouillet en poursuite individuelle C5 en 2024
- Marie Patouillet sur 500 mètres C5 en 2024
- Marie Patouillet en poursuite individuelle C5 en 2021
- Marie Patouillet en épreuve sur route en C5 en 2021